# Musical!
Musical! è una rivista italiana dedicata al teatro musicale. È un bimestrale edito dalla Proscenio SRL ed è venduto sia in Italia che all'estero (Londra e New York).

## Storia
La rivista è stata fondata nell'aprile del 2000 da Sabino Lenoci e Giorgio Banti ed è dedicata al musical e al teatro musicale più in generale. Sono presenti interviste e recensioni e saggi storici sul genere. Tra i principali collaboratori ci sono Erica Culiat, Barbara Palumbo, Francesco Lori, Massimo Raciti, Antonella Pera. Sono stati intervistati negli anni, tra gli altri, Manuel Frattini, Lorella Cuccarini, Roberto Ciufoli, Chiara Noschese, Michel Altieri.
Nel marzo del 2011, la rivista ha adottato una nuova grafica, logo in testata compreso, curata dall'artista spagnolo José Kraser.

## Redazione
- Direttore responsabile: Emilio Alba
- Vicedirettore: Davide Garattini
- Caporedattore: Nicola Salmoiraghi
- Coordinatore editoriale: Sabino Lenoci